# Muhammad Abd-al-Rahman Barker
Muhammad Abd-al-Rahman Barker (nato Phillip Barker) (Spokane, 3 novembre 1929 – Minneapolis, 16 marzo 2012) è stato un linguista, autore di giochi e scrittore statunitense. Era professore in pensione di urdu e di studi sull'Asia Meridionale, creatore dell'universo di Tékumel, nel quale ha ambientato uno dei primi giochi di ruolo, Empire of the Petal Throne, e diversi romanzi fantasy.

## Biografia
Nato a Spokane da una famiglia emigrata in America nel 1626, Barker trascorse la gioventù nella zona di Washington e dell'Idaho. Da giovane si interessò di "storie di fate, storia e letteratura" e venne influenzato da film come Il ladro di Bagdad. Ciò lo aiutò a spostare il suo interesse dai wargame tradizionali, coi loro modelli in scala ridotta di soldati verso il genere fantasy. Da ciò emersero e furono progressivamente migliorate, mentre frequentava le scuole medie e superiori, la terre immaginarie come quella di Tsolyanu e quella che nel futuro diventerà Tékumel.
In questi anni iniziò a intagliare a mano armate di miniature per rappresentare le sue creazioni. Inoltre il suo interesse per le lingue venne esaltato fin da giovane dai bambini di una famiglia di origini basche, che potevano escludere gli altri dalle loro conversazioni, parlando nella loro lingua nativa, pressoché incomprensibile ai non baschi.

### Vita accademica e ricreativa
Poco prima del 1950 mentre stava studiando all'University of Washington sotto la guida di Melville Jacobs, venne coinvolto nella scrittura di articoli, storie brevi e recensioni per la fanzine di fantascienza Fanscient e per quella del club locale Sinisterra; Esso conteneva le sue recensioni preso dagli scritti di Jack Vance, relativi alla sua raccolta di racconti Il crepuscolo della Terra. Inoltre in questo periodo Barker era in corrispondenza anche con altri autori che contribuivano alle stesse pubblicazioni, tra cui Lin Carter di cui si interessò degli scritti e degli esperimenti scientifici e con cui infine compilò su carta la trama del mondo da lui creato.
Nel 1951 ricevette una borsa di studio del Programma Fulbright per lo studio delle lingue indiane e durante il suo primo viaggio in India si convertì all'Islam; "per motivi puramente teologici. Sembrava una religione più logica", secondo Fine, sebbene Barker stesso ammettesse all'epoca un'"[inimmaginabile] senso di soggezione e di estasi religiosa" al sentire la recitazione dei 99 nomi di Allah nella moschea del Taj Mahal.

### Successivi studi accademici e carriera
Barker frequentò corsi di specializzazione post laurea alla Università della California - Berkeley, scrivendo una dissertazione sul linguaggio klamath (popolo), compilando miti tradizionali, leggende, racconti e storie orali dei modoc e pubblicando successivamente una grammatica e un dizionario del linguaggio.
Dal 1958-59 fino al 1972 insegnò all'Institute of Islamic Studies alla McGill University di Montréal (Canada) e dal 1960 venne inviato alla Panjab University, divenendo attivo nello sviluppo di materiale didattico sulla lingua urdu e baluchi per studenti anglofoni. Al 2010 alcuni di questi testi erano ancora usati come materiale di studio. Nel 1972 si trasferì all'University of Minnesota a Minneapolis, dove ebbe una cattedra nel Dipartimento di Studi dell'Asia meridionale, che mantenne fino al suo pensionamento all'inizio degli anni novanta. Pochi anni dopo il dipartimento venne sciolto a causa di una riduzione nei finanziamenti.
Dopo il pensionamento rimase ad abitare a Minneapolis, dove muore il 16 marzo 2012.

### "Il Tolkien dimenticato"
Mentre era a Berkeley, Barker non aveva abbandonato il suo progetto di creazione di un mondo. In effetti, nonostante avesse ridotto il suo ruolo attivo nel fandom della fantascienza/fantasy, aveva cominciato a giocare con un gruppo di fan di science fiction che coltivava analoghe idee, compreso il collega linguista Bill Shipley e Victor Golla, producendo documenti elaborati per supportare l'esplorazione di quel mondo condiviso.
Avendo osservato le partite di Dungeons & Dragons iniziate da Mike Mornard, uno dei tester originali di D&D, quando questi si trasferì a Minneapolis da Lake Geneva, Barker decise di creare un proprio regolamento, basato sul suo mondo che aveva creato e sulle meccaniche di gioco di D&D. Dopo sei settimane questo venne autopubblicato nell'agosto 1974 come Empire of the Petal Throne e cominciò subito a giocare, includendo anche membri occasionali come Dave Arneson - che scelse Barker e Tekumel rispettivamente come suo dungeon master e gioco di ruolo preferito dai primi giorni.
Una volta che l'attenzione di Gary Gygax venne attratta dal lavoro di Barker, decise di pubblicare una versione rivista delle meccaniche di gioco insieme a una versione condensata dell'ambientazione. Gygax paragonò il mondo di Tékumel alla Terra di Mezzo di J. R. R. Tolkien, non in termini letterari, né come lavoro derivato (essendo già stato sviluppato per l'epoca in cui Il Signore degli Anelli venne pubblicato), ma piuttosto per quanto riguarda la profondità del dettaglio dell'ambientazione, i miti e il background linguistico e concluse che il lavoro di Barker aveva il vantaggio per quanto riguarda i giocatori, essendo stato sviluppato da un "wargamer", mentre Tolkien non lo era ed era morto prima della pubblicazione di D&D e pertanto non aveva potuto interessarsi personalmente a questa nuova forma di intrattenimento.
Nonostante fosse avvantaggiata per essere stata la prima ambientazione approfondita pubblicata (lo fu non meno di quattro volte, insieme a vari supplementi e articoli su riviste, a molti dei quali ha contribuito) e nonostante la pubblicazione di cinque romanzi ambientati in Tékumel, la sua opera è conosciuta solo da un pubblico relativamente ristretto. Nel 2009 la rivista tedesca Der Spiegel ha pubblicato un articolo sulla vita di Barker intitolato Der vergessene Tolkien ["Il Tolkien dimenticato"]. L'articolo cita amici e conoscenze che affermano che, almeno in parte, questo può essere dovuto alla poca familiarità con l'ambientazione rispetto a un'ambientazione occidentale, facendo riferimento alle osservazioni di fine del 1983, e probabilmente anche al fatto che Tékumel venne pubblicato troppo presto, quando i giocatori avevano cominciato da poco a sperimentare i propri mondi, piuttosto che utilizzare ambientazioni già descritte e non collegate a opere letterarie.
Nel 2008, Barker fondò, con altri suoi giocatori, la Tékumel Foundation per preservare e gestire in futuro i diritti relativi alle sue creazioni.

## Opere

### Testi di linguistica
Barker studiò diversi linguaggi e ha scritto o collaborato a scrivere diverse pubblicazioni correlati a questi, tra cui
Pubblicati dalla University of California Press:
- Klamath Texts (1963)
- Klamath Dictionary (1963)
- Klamath Grammar (1964)

Pubblicati dalla McGill University Institute of Islamic Studies:
- A Course in Urdu (1967)
- An Urdu Newspaper Reader (1968)
- A Reader of Modern Urdu Poetry (1968)
- A Course in Baluchi (1969)

### Gioco di ruolo
Nel corso degli anni sono stati pubblicati quattro giochi di ruolo basati su Tékumel:
- (1975). Empire of the Petal Throne. Tactical Studies Rules. Set in scatola dalla[31] successivo al materiale autopubblicato del 1974,[28] e ristampato in un singolo libro dalla Different Worlds Publications nel 1987.[33]
- (1983) Swords & Glory Volume 1. Gamescience.[34]
- (1984) Swords & Glory Volume 2. Gamescience.[34]
- con Neil R. Cauley (1994). Gardasiyal: Adventures in Tekumel. Theater of the Mind Enterprises.[35]
- con Patrick Brady, Joe Saul, Edwin Voskamp et al (2005). Tekumel: Empire of the Petal Throne. Guardians of Order. Barker.[36]

Era previsto anche Swords & Glory Volume 3 dedicato ai game master, ma non è mai stato completato.

### Romanzi
Barker ha scritto cinque romanzi ambientati nel mondo di Tékumel, inediti in italiano:
1. The Man of Gold (1984)
2. Flamesong (1985)
3. Lords of Tsámra (2003)
4. Prince of Skulls (2002)
5. A Death of Kings (2003)